# Paul Cornu
Paul Cornu (15. června 1881 Glos-la-Ferrière – 6. června 1944 Lisieux) byl francouzský inženýr a vynálezce vrtulníku.

## Život
Paul Cornu se narodil v Glos la Ferrière ve Francii a měl čtrnáct mladších sourozenců. V raném věku musel pomáhal otci v přepravní společnosti. Je považován za historicky prvního konstruktéra letounu s rotačními křídly na světě.
Cornu nejprve postavil bezpilotní experimentální návrh poháněný 2 hp Buchetovým motorem.
Jeho pilotovaná helikoptéra byla poháněna motorem Antoinette o výkonu 24 koní (18 kW). Tento letoun pilotoval sám a to 13. listopadu 1907 v Normandii. Cornuovi se podařilo vzlétnout do výšky asi 30 cm (1 stopa) po dobu 20 sekund. Tento typ vrtulníku byl bohužel velmi špatně ovladatelný a poté vzlétl už jen párkrát. Cornu se poté stavbou vrtulníků již dále nezabýval, ale vyráběl jízdní kola, aby se uživil.

## Smrt
Paul Cornu zemřel v roce 1944 ve francouzském městě Lisieux, když byl jeho domov zničen během bombardování Spojenci, kteří doprovázeli vylodění v Normandii během druhé světové války.